# Wodka Gorbatschow

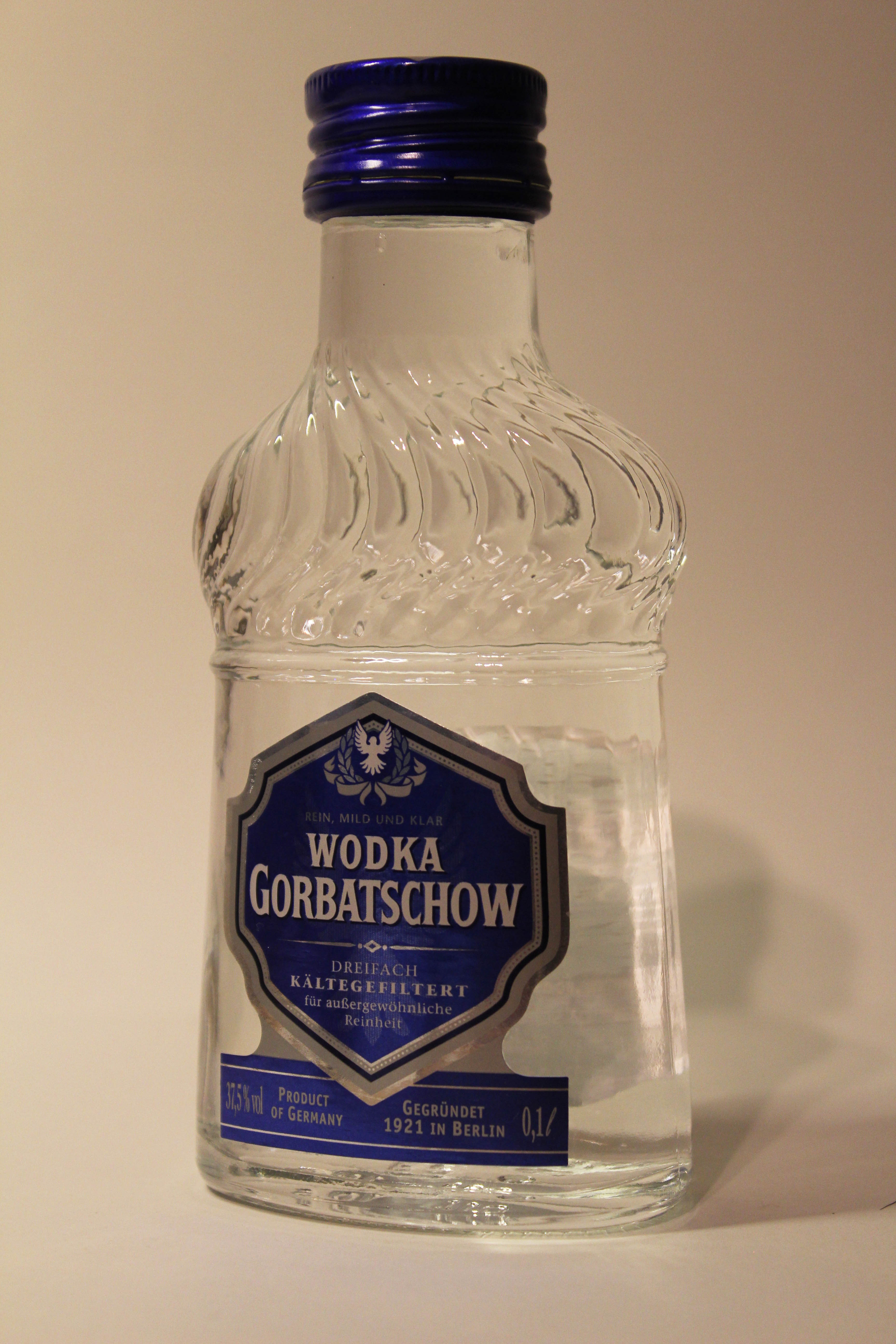
Wodka Gorbatschow

Wodka Gorbatschow är ett tyskt vodkamärke. Det startades i Berlin 1921 och ingår sedan 1960 i Henkell & Söhnlein. Vodka Gorbatschow grundades av Leontowitsch Gorbatschow som tidigare tillverkat vodka i Ryssland. I samband med Oktoberrevolutionen flydde han med familjen till Berlin där han återupptog vodkatillverkningen efter familjereceptet. Wodka Gorbatschow är det största vodkamärket i Tyskland.